# Trolejbusy w Dayton
Trolejbusy w Dayton − system komunikacji trolejbusowej w Dayton w Stanach Zjednoczonych.
Pierwsze trolejbusy w Dayton uruchomiono 23 kwietnia 1933.

## Linie
Obecna sieć trolejbusowa składa się z 7 linii. Linie nr 1 i 2 są dwa razy dziennie obsługiwane przez trolejbusy, a linia nr 5 trzy razy dziennie pozostałe kursy na tych liniach wykonują autobusy:
| Numer linii | Trasa                                                                |
| ----------- | -------------------------------------------------------------------- |
| 1           | Gaddis St. − Wright State − W. Third St. − Westown Hub − Drexel      |
| 2           | Shedborne St. − Otterbein − Lexington − Northwest Hub                |
| 3           | Wayne Ave. − Eastown Hub − Westown Hub − Townview                    |
| 4           | Townview - Hoover − Delphos − Xenia Ave./Linden Ave. − Eastown Hub   |
| 5           | Valley St. − Children's Medical Center − Downtown Dayton − Far Hills |
| 7           | N. Main St. − Shiloh − Downtown Dayton − Watervliet                  |
| 8           | Northwest Hub − Salem Ave. − Lakeview − Westown Hub                  |

## Tabor
Sieć obsługują 57 trolejbusy wyprodukowane przez Electric Transit Inc (ETI) i Škoda typu 14TrE (nr 9801−9854) wyprodukowane w 1998.